# Remb
Remb je priimek več znanih Slovencev:
- Frančišek Karl Remb (1675—1718), slikar
- Janez Jurij Remb (1650—1716), slikar